# Brobygård
Brobygård er en gammel landsbyhovedgård ved Odense Å lige øst for Brobyværk på Fyn. Gården er nu avlsgård under Arreskov Gods.  Hovedbygningen er opført i 1662-1673, tilbygget i 1769 og igen i 1905 ved Martin Borch. Hovedbygning og 6 bindingsværkslænger mm blev fredet i 1924. Brobygård ligger i Sønder Broby Sogn, Sallinge Herred, Broby Kommune.
Indtil 1918 var Brobygård ejer af Brobyværk Kro.
Brobygård er på 271 hektar

## Ejere af Brobygård
- (1568-1572) Bild Nielsen Kruckow
- (1572-1575) Ida Jacobsdatter Norby gift Kruckow
- (1575) Maren Bildsdatter Kruckow gift Venstermand
- (1575-1581) Henning Venstermand
- (1581-1589) Maren Bildsdatter Kruckow gift Venstermand
- (1589-1612) Frantz Rantzau
- (1612-1635) Henrik Rantzau
- (1635-1645) Anne Jacobsdatter Rosenkrantz
- (1645-1657) Anders Bille
- (1657-1662) Pernille Andersdatter Bille gift Trolle
- (1662-1676) Børge Nielsen Trolle
- (1676-1688) Pernille Andersdatter Bille gift Trolle
- (1688-1697) Niels Børgesen Trolle / Anders Børgesen Trolle
- (1697-1701) Niels Børgesen Trolle
- (1701-1716) Christian Nielsen Fogh
- (1716-1736) Birgitte Rasmusdatter Fugl gift Fogh
- (1736-1747) Niels Christiansen Fogh
- (1747-1762) Marcus Christiansen Fogh
- (1762-1764) Christiane Sophie Ernst gift (1) Fogh (2) Windtz
- (1764-1765) Hans Frederik Windtz
- (1765-1769) Christiane Sophie Ernst gift (1) Fogh (2) Windtz
- (1769-1797) Albrecht Christopher lensgreve Schaffalitzky de Muckadell
- (1797-1823) Erik Skeel lensgreve Schaffalitzky de Muckadell
- (1823-1858) Albrecht Christopher lensgreve Schaffalitzky de Muckadell
- (1858-1905) Erik Engelke lensgreve Schaffalitzky de Muckadell
- (1905-1939) Albrecht Christopher Carl Ludvig lensgreve Schaffalitzky de Muckadell
- (1939-1941) Albrecht Christopher Carl Ludvig lensgreve Schaffalitzky de Muckadells dødsbo
- (1939-1963) Erik Engelke lensgreve Schaffalitzky de Muckadell
- (1963-1980) Michael baron Schaffalitzky de Muckadell
- (1980-) Erik Engelke lensgreve Schaffalitzky de Muckadell / Jacob baron Schaffalitzky de Muckadell